# Amanda Waller
Amanda Blake Waller è un personaggio dei fumetti statunitensi della DC Comics, una criminale introdotta nel novembre 1986 sul primo albo del crossover Legends, e fu creata da John Ostrander, Len Wein e John Byrne. Nonostante non possegga alcun superpotere, si dimostrò frequentemente una potente nemica dei supereroi dell'Universo DC così come antieroina. Nel 2009, fu inserita al 60º posto nella lista dei "più grandi criminali dei fumetti di tutti i tempi" redatta da IGN.

## Storia editoriale
Le persone maggiormente responsabili della formazione del personaggio nelle sue prime comparse furono John Ostrander e Kim Yale nelle pagine della seconda serie di Suicide Squad alla fine degli anni ottanta.
Soprannominata "Il Muro", è una ex assistente e agente del governo messa a capo della Squadra Suicida, un gruppo semi-segreto diretto dal governo di ex super criminali che lavorano nella squadra in cambio dell'amnistia. Divenne poi Segretario degli Affari Metaumani sotto il Presidente Lex Luthor, prima di venire arrestata all'inizio della caduta pubblica di Luthor. La Waller diede successivamente le dimissioni dalla leadership di Checkmate sotto il nome in codice di Regina Bianca, ma fu costretta ad andarsene a causa del suo coinvolgimento nell'Operazione Salvation Run.

## Biografia

### Inizi
Amanda era una vedova che fuggì dalle case popolari Cabrini-Green di Chicago con i pochi sopravvissuti della sua famiglia dopo che uno dei suoi figli, una delle sue figlie e suo marito furono assassinati. Ottenne poi il dottorato in scienze politiche (come rivelato in Checkmate vol. 2 n. 1, dove ci si riferiva a lei chiamandola "Dottoressa Waller") e divenne assistente del congresso. Durante quel periodo, scoprì l'esistenza delle prime due incarnazioni della Squad. Prendendo elementi da entrambe, propose uno sviluppo della terza versione alla Casa Bianca e ne fu messa a capo una volta approvata.

### Anni di servizio federale
L'Agenzia fu formata da Amanda Waller per servire una piccola, e quasi indipendente, branca della Task Force X. Valentina Vostok portò l'ex tenente Harry Stein del Dipartimento di Polizia di New York nell'Agenzia come agente operativo. Più avanti, Amanda Waller promosse Stein alla posizione di comando e retrocesse Vostok. Fu Harry Stein a riorganizzare successivamente l'Agenzia e a rinominarla Checkmate.
La posizione della Waller di ufficiale in carica della terza Suicide Squad fu tumultuosa e controversa. Nonostante i molti successi, sviluppò l'abitudine di sfidare i suoi superiori a Washington al fine di raggiungere i suoi scopi sia legittimi che personali in più di un'occasione. Il primo conflitto tra lei e i suoi superiori ruotava intorno alla guida della Suicide Squad. Anche se propose che Tigre di Bronzo, l'uomo che lei stessa aiutò a mettere sotto lavaggio del cervello, guidasse la squadra egli fu invece relegato alla qualifica di secondo in comando, mentre Rick Flag Jr. divenne il leader. La Waller risentita pensò che la situazione avesse delle problematiche correlata al razzismo, correlato non solo al suo status di donna di colore, quanto anche al colore di pelle di Tigre di Bronzo, anche se lo stesso Tigre non pensava a questo come un problema principale, ma che questo fosse il risultato della sfiducia causata dal lavaggio del cervello imposto su di lui dalla Lega degli Assassini.
La sua relazione con la stessa Squad fu di reciproca antipatia. La maggior parte dei membri criminali della squadra non apprezzavano i metodi della Waller (più in particolare Capitan Boomerang), e anche gli eroi della squadra erano spesso in conflitto con lei. L'inabilità della Waller di avere a che fare e compromettersi con la sua gente portò all'uscita di Nemesis dalla squadra e alla morte di un senatore degli Stati Uniti, che causò poi la morte indiretta di Rick Flagg Jr. Questo tipo di conflitti, però, non si limitavano ai soli superiori della squadra, ma anche a Batman, che si oppose alla formazione della Suicide Squad (anche se in futuro avrebbe aiutato a riformarla). Nondimeno, la squadra le rimase leale, scegliendo spesso di stare dalla sua parte più che da quella del governo.
Si scoprì infine che il motivo per cui Amanda Waller teneva intorno a lei gli eroi come Nightshade era perché questi agissero secondo la sua volontà. Nel corso della sua direzione con la Suicide Squad, le sue azioni divennero gradualmente più irregolari mentre combatteva per riottenere il controllo della Squad. Questo avvenne a causa della rivelazione pubblica della Suicide Squad, e dell'essere stata ufficialmente rimpiazzata, anche se il suo "rimpiazzo" era in effetti un'attrice, e la Waller rimaneva comunque la direttrice della squadra.
Anche quello stesso segreto fu infine rivelato e Amanda Waller fu messa sotto giudizio. Durante questo periodo, la Squad fu coinvolta in un conflitto tra agenzie in un crossover tra Checkmate e Suicide Squad chiamato Janus Directive.
Una delle missioni sul campo avvenne contro la sua volontà, in quanto molti membri della Squad, Waller inclusa, furono rapiti e portati su Apokolips. Questo avvenne perché il membro Duchess ricordò il suo passato come Lashina delle Furie Femminili, invece di essere sotto amnesia come voleva fare intendere, e desiderò tornare a casa con sacrifici adatti. La Squad soffrì di fatalità battendosi con le forze di Apokolips, dove la Waller si confrontò personalmente contro Nonnina Bontà. Tuttavia, il confronto terminò con la morte di Dottor Light e una delle nipoti della Waller, e la ferita quasi mortale del Conte Vertigo.
Infine si ritrovò a passare del tempo in prigione per l'inseguimento di un cartello criminale organizzato con base a New Orleans chiamato LOA e averne ucciso la guida, utilizzando gli agenti della Squad Ravan, Poison Ivy e Deadshot.

### Rinascita della Squad
Alla Waller fu concesso il perdono e fu rilasciata un anno più tardi per riorganizzare la squadra come gruppo mercenario freelance per conto di Sarge Steel per affrontare la crisi in Vlatava, il paese natio di Conte Vertigo; la Waller si permise di entrare in prigione perché sapeva due cose alla perfezione: uno, confrontando la LOA con gli agenti della Squad, aveva sorpassato la linea, e due, sarebbe ritornata alla sua posizione così facilmente che sarebbe stato come se non se ne fosse mai andata. Dopo di ciò, la Suicide Squad portò a termine una varietà di missioni, spesso calpestando pericolosi terreni politici quando ebbero a che fare con interessi Sovietici e Israeliti. Più che altro, la Squad aiutò a distruggere i piani della Cabala per gettare il Qurac, Israele e gli Stati Uniti in disordine politico.
Durante il corso della sua nuova posizione con la sua squadra, Amanda si fece più vicina ai suoi agenti, addirittura accompagnandoli sulle missioni sul campo. Questo permise a lei e alla sua squadra di legarsi effettivamente di più, anche se mantenne la sua personalità dominante e minacciosa.
La Waller abbandonò dopo un'ultima missione sul campo, in cui abbatté personalmente l'apparente dittatore immortale di una piccola isola del sud America. Come si dimostrò, non era immortale, ma possedeva una vasta quantità di potere psichico, e per ingannarlo, la Waller gli fornì una forma di suicidio assistito.
Poco dopo, Amanda Waller organizzò gli Shadow Fighters perché si battessero contro il criminale Eclipso. Di nuovo, si sarebbe scontrata con Sarge Steel. Il suo primo attentato alla squadra, formata con l'assistenza di Eclipso/Bruce Gordon e di sua moglie Mona, non andò per il verso giusto. La maggior parte della squadra fu brutalmente assassinata infiltrandosi nella fortezza di Eclipso. Il suo secondo tentativo con una squadra molto più grande ebbe un successo maggiore.
Durante lo sfacelo di Bloodlines, il Presidente inviò Guy Gardner a prendere Amanda Waller dalla sua isola di "pensionamento". La Waller guidò un affare multi-eroico che risultò nella distruzione di alcuni parassiti alieni. Rientrò nel servizio federale, inizialmente come direttrice regionale del sud-est per il Dipartimento di operazioni extranormali e fu promossa a Segretario degli Affari Metaumani come membro dell'amministrazione presidenziale di Lex Luthor.

### Servizio internazionale
Il breve periodo di Lex Luthor come Presidente portò all'incarcerazione di Amanda Waller. Naturalmente non durò a lungo. Fu rilasciata, e il successore di Lex Luthor, Jonathan Vincent Horne, le ordinò di prendere il comando dell'organizzazione segreta di Checkmate. L'organizzazione fu scossa a causa del Progetto OMAC e la conseguente leadership assassina di Maxwell Lord, con cui la Waller ebbe una precedente relazione. La Waller assunse il rango di Re Nero finché gli Stati Uniti e le Nazioni Unite decisero cosa fare con quell'organizzazione. Nell'ultimo numero di 52, la Waller fu mostrata mentre commissionava al prigioniero Atom Smasher di organizzare una nuova Suicide Squad per attaccare Black Adam e i suoi alleati. Tutto ciò terminò con la morte del Persuasore e le conseguenti relazioni pubbliche si rivoltarono contro la Black Marvel Family.
Nella nuova serie Checkmate ambientata nella continuità di Un anno dopo, la Waller fu assegnata dalle Nazioni Unite a servire Checkmate come la Regina Bianca, un membro del suo ufficio senior di legislatura esecutiva. A causa delle sue precedenti attività, la sua nomina era parallela al suo totale indiretto controllo sulle operazioni. Tuttavia, continuò a perseguire i suoi piani, utilizzando segretamente la Suicide Squad per portare a termine le missioni in favore degli interessi dell'America e ricattare Fire. Fu anche implicito che poteva aver tradito una squadra in missione nel tentativo di proteggere i suoi segreti e facilitare un attacco al quartier generale di Checkmate per i propri scopi.
Fu quindi a capo dell'Operazione Salvation Run, un'iniziativa coinvolgente la deportazione di massa di super criminali su un mondo alieno. Quando questo fu scoperto dal resto di Checkmate, fu costretta a dare le dimissioni come Regina Bianca in cambio del loro ritardo nel rivelare cosa stava facendo il governo degli Stati Uniti. Continuò a guidare la Suicide Squad, e le fu impiantata della nanotecnologia per permetterle di controllare direttamente Chemo durante le missioni.
Durante la storia "K" narrata nella serie Superman/Batman, fu rivelato che la Waller accumulò Kryptonite e la utilizzò per potenziare un gruppo anti-Superman chiamato Last Line, e una creatura simile a Doomsday soprannominata "All-American Boy", che aveva frammenti di kryptonite che crescevano sul suo corpo. All-American Boy (vero nome: Josh Walker) fu ingannato nell'esperimento per utilizzare la kryptonite così da legare le raschiature delle cellule prese da Doomsday in un ospite umano, battersi con Superman, devastando nel frattempo Smallville. Batman, con l'aiuto di Brannon, leader dei Last Line, localizzò i genitori di Josh, che lo convinsero a fermarsi. La Waller fu costretta a pagare per le riparazioni di Smallville in cambio dei suoi rapporti nel progetto AAB perché rimanesse segreto.
Nella serie di otto numeri Suicide Squad: Raise the Flag, la Waller fu di nuovo alla guida della Suicide Squad ad un certo punto quando il Generale ritornò sulla Terra dopo il suo esilio, e fu subito richiesto nella Squad con impianti esplosivi speciali innestati sul suo braccio e sul cervello per renderlo accondiscendente ai voleri della Waller. Qui, la donna utilizzò personalmente la tecnologia ideata da Cliff Carmichael per ottenere un certo controllo su Chemo, permettendole di utilizzare del behemoth tossico a beneficio della squadra. Si scoprì che Rick Flagg sopravvisse agli eventi del Jotunheim e fece ritorno da Amanda Waller, che gli rivelò che Rick Jr. non era altro che un alias, e che era in realtà un soldato sotto controllo mentale convinto di essere Flagg per servire i fini di Eiling.
Come Chemo, Amanda Waller guidò un attacco ad un super corpo di Dubai intendendo diffondere un virus mortale. Tuttavia, Carmichael, con Eiling e parte della squadra, la tradì come parte del piano di Eiling di beneficiare dalla liberazione del virus, e fu quasi uccisa quando Eiling ordinò al compianto Flagg di utilizzare la sua penna, in realtà un trasmettitore, per far detonare il suo stesso impianto esplosivo. Flagg, invece, ingannandolo, fece detonare quello di Eiling, rilasciandola e infine riunendosi alla Squad, rifiutando la possibilità di una vita normale.
Più avanti, la Waller tentò di costringere numerosi membri dei Segreti Sei (Bane e Deadshot) ad entrare nella Suicide Squad, e quando il suo piano le si ritorse contro a causa degli eventi descritti in La notte più profonda e la sconfitta dei Segreti Sei, fu sparata da Deadshot e rivelò privatamente a King Faraday di essere il loro nuovo leader segreto, Mockingbird. Quando Faraday domandò la necessità di essere informato della situazione, e anche la necessità di portare i Sei sotto la bandiera della Squad quando lei già li controllava, Amanda se lo scrollò semplicemente di dosso affermando "la sua mano destra e quella sinistra sapevano solo ciò che pensavano gli altri" su una base strettamente votata alla necessità di sapere, implicando che un giorno Faraday avrebbe avuto bisogno di quella conoscenza.

### The New 52
La Waller fu mostrata come in diretto comando della Suicide Squad, scegliendo i suoi membri e avendo l'ultima parola sul quando e se i loro impianti esplosivi sarebbero detonati. Fu rivelato che richiese il comando di un'unità che poteva inviare a morire senza rimpianti dopo un'operazione in cui fu coinvolta con il risultato della morte di tutti gli altri membri della Squad, inclusi alcuni da lei reclutati personalmente. Fu anche coinvolta nel Team 7 in alcune occasioni, cosa che la portò ad abbandonare temporaneamente gli affari spionistici.

### Altre versioni

#### Flashpoint
Nella linea alternativa degli eventi di Flashpoint, Amanda Waller era una consigliera del Presidente degli Stati Uniti che gli disse che Hal Jordan era insubordinato e irresponsabile. Tuttavia, il Presidente le disse che il mondo ne aveva bisogno in qualità di eroe.

#### Batman of the Future
Amanda Waller comparve nella serie a fumetti Batman of the Future - ambientato prima degli eventi di Epilogo - dove fu coinvolta nel tentativo di clonazione di Dick Grayson al fine di creare un nuovo Batman - pensando che Grayson sarebbe stato più stabile del suo mentore - solo per vedere il clone divenire il nuovo Hush che cominciò ad uccidere la galleria dei vecchi nemici di Batman, inclusi criminali ritirati come Signalman e l'Uomo Calendario. Dopo il tentativo del clone di distruggere Gotham, che fu evitato per poco da Terry, il vero Grayson, e la nuova Catwoman, la Waller fu mostrata mentre lavorava su altri nuovi cloni del Batman originale e dei suoi alleati.

## Altri media

### Televisione
- Amanda Waller comparve nell'ultima serie animata del DC Animated Universe Justice League Unlimited, doppiata in originale dall'attrice statunitense CCH Pounder. Questa versione del personaggio guidò il segreto Progetto Cadmus, un gruppo che fu formato su richiesta del governo degli Stati Uniti per creare una controforza alla Justice League se fosse mai divenuta perfida e spietata. Inizialmente senza fiducia nella League, a parte del Progetto Cadmus, lo manifestò in rapporti frequenti con Batman, che formò la maggior parte delle interazioni tra Cadmus e la League. Nella sua prima comparsa, fu in grado di far tremare Batman suggerendo sottilmente che sapeva la sua identità segreta (lo chiamò "ragazzo ricco"). Quando Batman scoprì la sua identità, lei lo chiamò e lo mise al corrente sulla vera minaccia rappresentata dalla League se fosse mai diventata una squadra di criminali, e Batman fu in realtà d'accordo con lei nell'episodio "Giudizio finale". In particolare, il Progetto Cadmus diede vita a due progetti sotto la sua sorveglianza, e furono gli Ultimen e Galatea. Gli Ultimen furono una squadra di supereroi reminiscenti dei I Superamici meno noti (più in particolare Apache Chief, Black Vulcan, i Wonder Twins e Samurai). Erano forme di vita create artificialmente programmate con ricordi impiantati, perché fossero una squadra di eroi leali al governo. Tuttavia, il processo di clonazione diede loro una lunghezza di vita di appena un anno o due al massimo. Galatea fu un clone di Supergirl (anche se il suo costume ricorda quello di Power Girl), ma più adulta così da renderla più forte. In contrasto con gli Ultimen, non ci furono problemi con la sua lunghezza di vita. Quando Question scoprì il progetto e fu catturato, la Waller e Lex Luthor diedero ordine al Dottor Moon di interrogarlo e giustiziarlo. Poco dopo che Question venne salvato da Superman e dalla Cacciatrice, Lex Luthor si avvantaggiò dell'incidente dirottando momentaneamente il cannone a fusione binaria equipaggiato sul Satellite della Justice League of America, utilizzandolo per obliterare il terreno precedentemente evacuato causando danni collaterali imponenti. Tutto ciò ebbe l'effetto di implicare falsamente la League e di imporre la presenza della maggior parte degli eroi perché assistessero negli sforzi di salvataggio. In risposta, Waller inviò un'armata di Ultimen clonati sotto il controllo di Galatea contro la League, intendendo sovraccaricare il reattore della Torre di Guardia con la squadra a bordo e poi uccidendoli. Batman presentò le prove dell'inganno di Luthor e Waller cancellò l'attacco; anche se Galatea ignorò l'ordine, l'attacco fallì lo stesso. Con i membri della League a rimorchio, andò personalmente ad arrestare Lex Luthor e fermò i suoi tentativi di trasferire la sua coscienza in una copia di Amazo. Si scoprì che Brainiac impiantò una copia nano-olistica di sé dentro il corpo di Luthor anni prima (durante l'episodio "La ribellione di Braniac Ribel" della serie animata Superman), e la Justice League fu costretta a sconfiggere entrambi combinati. Ignoto a tutti durante il combattimento, la Waller ordinò un attacco aereo massiccio in attesa di un ordine per uccidere la combinazione di criminali, eroi, e addirittura sé stessa se gli eroi avessero fallito a fermare la minaccia. Tutto ciò avvenne nella puntata in quattro parti della seconda stagione, inclusi gli episodi "Questioni autorevoli", "Punto critico", "Panico nei cieli" e "Caduta libera". L'episodio finale della seconda stagione, "Epilogo", è ambientato 65 anni dopo la linea temporale corrente di Justice League Unlimited e quindici anni dopo gli eventi di Batman of the Future. Nell'episodio, Terry McGinnis scoprì di essere una copia genetica parziale di Bruce Wayne; sapendo che il Progetto Cadmus era l'unico gruppo ad avere una tecnologia sufficientemente avanzata per alterare il DNA, cercò la Waller e scoprì così le sue origini. La Waller rivelò che era responsabile di aver cambiato i geni del padre di Terry, facendolo nello sforzo di creare un rimpiazzo futuro del Batman corrente, che lei finì per rispettare dopo la sua compassione nei confronti di Ace nei suoi ultimi momenti. Questo piano incluse anche l'assassinio dei genitori di Terry per mano di Andrea Beaumont (anche nota come il Fantasma, apparso nel film d'animazione Batman - La maschera del Fantasma) a cui lui assistette al fine di ricreare l'infanzia di Bruce; Beaumont infine rifiutò, poiché avrebbe disonorato i principi di Batman. Waller fu d'accordo e abbandonò il progetto, ma il destino volle l'assassinio del padre di Terry per mano di Derek Powers, fornendo così la motivazione necessaria. Nonostante la sua convinzione che la volontà di Terry di accettare il mantello di Batman fosse un segno di Dio, lo incoraggiò a fare le sue scelte in tutta libertà e di prendere cura di coloro che lui amava. Ammise anche che molte delle sue azioni non furono ortodosse, e che avrebbe avuto molto da farsi perdonare da Dio quando il suo momento sarebbe giunto, mostrando così che non era un'opportunista auto-deludente.
- Pam Grier interpretò Amanda Waller nella nona stagione della serie televisiva Smallville. Comparve nell'episodio in due parti Giustizia assoluta. La Waller fu raffigurata come un'agente di alto rango sia di Checkmate che della Suicide Squad. Reclutò Icicle per attaccare e uccidere gli ex membri della Justice Society of America. La vera intenzione della Waller, però, era di far fallire la missione di Icicle, così che la JSA potesse riformarsi e mettere insieme la nuova generazione di supereroi così da battersi in quella che lei stessa descrisse come un'"imminente apocalisse". La Waller fece anche sì che Lois Lane rivelasse l'esistenza della Justice Society e che li descrivesse in buona luce, e si scoprì che Tess Mercer era una delle sue agenti. Pam Grier ritornò nei panni di Amanda Waller nell'episodio "Checkmate", in cui catturò Martian Manhunter nel quartier generale dell'agenzia dopo aver fallito nel rapimento di Freccia Verde e reclutarlo per il governo. Dopo che Martian Manhunter riuscì a fuggire, comparve la regina rossa sulla sua scacchiera per mostrare che esistevano molti modi di guardare alle cose oltre al bianco e al nero e per annunciare che c'era un nuovo giocatore nel gioco della Waller. Nell'episodio "Sacrificio", la Waller stava lavorando con il "Cavaliere Bianco", alias Stewart Campbell, per rintracciare Tess Mercer che poteva guidare Checkmate ai Kandoriani. La Waller attaccò numerosi Kandoriani ma prima che qualcuno di loro venisse ucciso, Clark li salvò. La Waller fu poi attaccata dal Generale Zod poiché aveva preso Faora in ostaggio. Quando Zod venne a sapere cosa Checkmate stava facendo, distrusse il quartier generale uccidendo forse sia la Waller che Campbell.
- Cynthia Addai-Robinson veste i panni di Amanda Waller nella serie TV Arrow.
- Amanda Waller comparve nella serie animata Young Justice, doppiata in originale dall'attrice Sheryl Lee Ralph. Questa versione era la direttrice di Belle Reve. Quando Joar Mahkent guidò una ribellione della prigione, lei e Hugo Strange (il terapista della prigione) furono messi in una cella, e qui la Waller fu salvata due volte da Strange. Dopo che la rivolta fu sventata, fu rimpiazzata proprio da Strange come direttore della prigione.[10]

- Amanda Waller comparve nuovamente come una dei personaggi principali nell'anime Suicide Squad Isekai.

### Cinema
- Amanda Waller compare nel film Lanterna Verde (2011), interpretata dall'attrice Angela Bassett.[10] Questa versione è una scienziata che lavora per il Dipartimento di operazioni extranormali sotto il comando del senatore Robert Hammond, padre dello xenobiologo Hector Hammond. Dopo che Hector acquisì i poteri di leggere la mente dall'esposizione al DNA del malvagio Parallax (un frammento che rimase sul corpo di Abin Sur finché Hammond non fu chiamato per eseguire un'autopsia), il contatto con la Waller rivelò che la sua famiglia fu uccisa da un killer non identificato quando era più giovane. Hammond tentò di ucciderla utilizzando i suoi poteri telecinetici in un ultimo confronto, ma Lanterna Verde la salvò facendola cadere in una "piscina" di acqua che successivamente la portò al sicuro.
- Sarebbe dovuta comparire in un lungometraggio incentrato su Freccia Verde scritto da David S. Goyer dal titolo Green Arrow: Escape from Super Max.[11]

#### Film d'animazione
- CCH Pounder riprese il ruolo di Amanda Waller nell'adattamento animato del fumetto Superman/Batman: Nemici pubblici. In questa versione, la Waller fu descritta come un personaggio più positivo, tradendo l'offerta del malvagio presidente Lex Luthor di una posizione preminente nel suo "ordine del nuovo mondo" per fornire a Superman e a Batman le informazioni necessarie perché potessero distruggere un asteroide di kryptonite diretto verso la Terra.
- Amanda Waller è l'antagonista principale del film d'animazione Batman: Assault on Arkham.
- Amanda Waller comparve anche nel film d'animazione Justice League: Gods and Monsters.
- Amanda Waller comparve come una dei personaggi principali nel film d'animazione del DC Animated Movie Universe Suicide Squad - Un inferno da scontare.

### DC Extended Universe e DC Universe
Amanda Waller compare all'interno del DC Extended Universe (DCEU) e del DC Universe (DCU), interpretata da Viola Davis.
- Amanda Waller compare per la prima volta nel film Suicide Squad (2016), dove è all'origine della formazione della squadra.
- Il personaggio compare nel film The Suicide Squad - Missione suicida (2021).
- Amanda Waller compare nuovamente come antagonista secondaria nel film Black Adam (2022).

- Appare nella prima e unica serie televisiva del DCEU, la prima stagione di Peacemaker, distribuita su HBO Max, la seconda stagione in uscita nell'estate 2025, è ambientata nel DCU e vede il ritorno del personaggio.
- Viola Davis doppia il personaggio nella serie animata del DCU Creature Commandos.[12]
- L'attrice ritornerà in un'altra serie televisiva del DCU, Waller, questa volta come protagonista assoluta.

### Videogiochi
- Amanda Waller compare nel videogioco DC Universe Online. Nel Bludaven Alert, Major Force menziona ai giocatori che Amanda Waller lo inviò a Blüdhaven per raccogliere campioni di Chemo e di testare i Chemoidi.
- Compare anche al termine del videogioco Batman: Arkham Origins in una scena dopo i titoli di coda, mentre offre a Deathstroke, imprigionato nel supercarcere di Blackgate, l'amnistia in cambio del suo reclutamento nella Squadra Suicida.
- Amanda Waller comparve brevemente in Arkham Unhinged, un pezzo di fumetto compagno del videogioco Batman: Arkham City. La si può vedere in un flashback dove reclutò Deadshot nella Suicide Squad, ed è implicito che fu lei ad aiutarlo ad infiltrarsi ad Arkham City[13].
- Amanda Waller compare nel videogioco Suicide Squad: Kill The Justice League[14].
- Amanda Waller è comparsa negli episodi di Batman: The Enemy Within.

## Merchandising
- La Mattel produsse l'action figure di Amanda Waller per la linea di giocattoli basata sulla serie animata Justice League Unlimited nel 2009.